# ジャンニ・ロダーリ

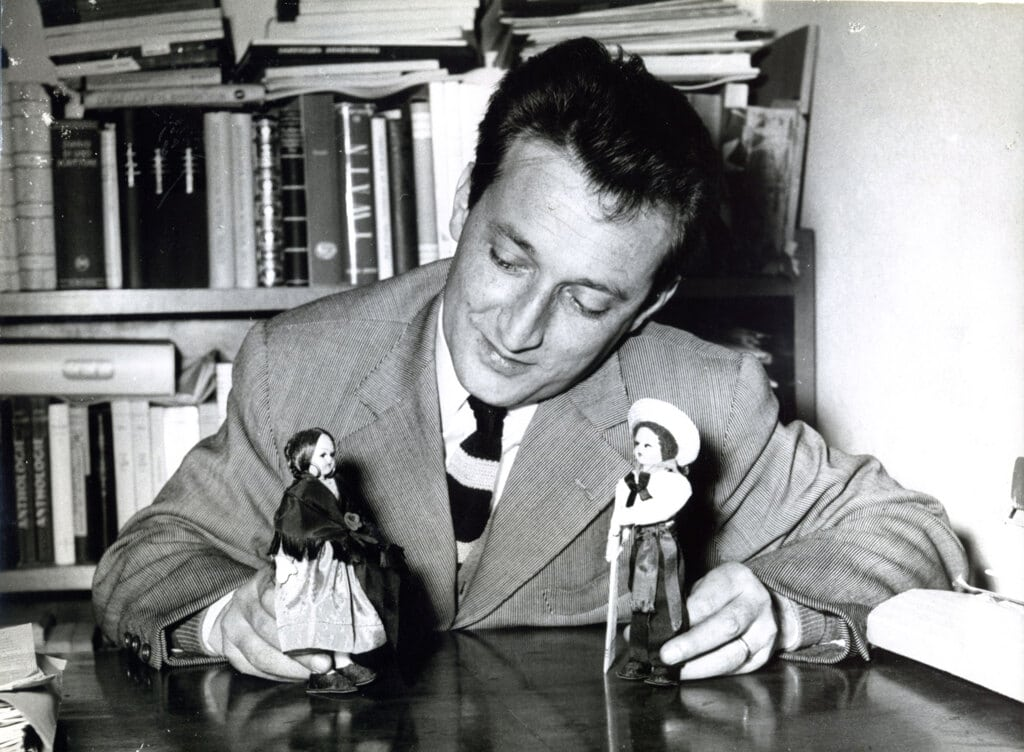
30代の頃のロダーリ。1950年代（詳細時期不明）

ジャンニ・ロダーリ（Gianni Rodari、1920年10月23日 - 1980年4月14日）は、イタリアの作家、ジャーナリスト。特に児童文学で有名。1970年には国際アンデルセン賞を受賞し、20世紀イタリアにおける最も重要な児童文学作家とみなされている。彼の作品は多くの言語に翻訳されている。

## 経歴
ノヴァーラ県オメーニャでパン屋の息子として生まれる。父はジャンニが9歳の時に死亡。その後は母の生地ヴァレーゼ県で育つ。17歳で教員免状を取得し、ヴァレーゼの小学校で教鞭を取る。彼が興味を持ったのは音楽（ヴァイオリンを3年間習った）、そして文学（ニーチェ、ショーペンハウアー、レーニン、トロツキーは彼の批評のセンスを磨いた）であった。1939年に短期間だけミラノ大学へ通った。
第二次世界大戦中は病身であったため徴兵を免れた。親友の死や、兄弟チェーザレがナチスの捕虜収容所に入れられたことを理由に、1943年からレジスタンス運動を行い、1944年にはイタリア共産党に加わった。

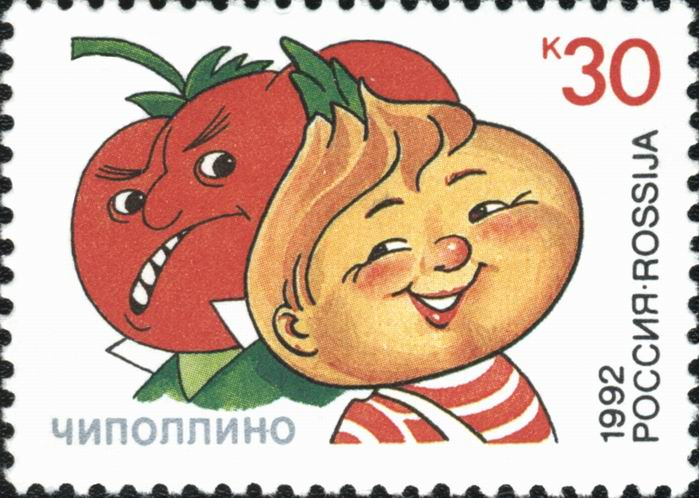
チポリーノを描いたロシアの切手　後ろで敵意を剥き出しにしているのは宿敵・トマト騎士

1948年に、左派の新聞 l'Unità（「ウニタ」）のジャーナリストとして児童文学を書き始める。1951年に最初の本、Il Libro delle Filastrocche（わらべ歌の本）と『チポリーノの冒険』（Il Romanzo di Cipollino）を刊行。
1952年に初のソ連訪問。その後は頻繁にソ連を訪れた。1953年に結婚し、4年後に娘が誕生した。1957年にはプロのジャーナリストとなる試験に合格。1970年には国際アンデルセン賞を受賞した。
1979年、ソ連旅行の後に健康を害して執筆量を減らすが、1980年にローマにて手術中に死亡した。

## 著書リスト
日本語訳されたもののみ挙げる。原題と日本語題名の対応は下記に拠った。
- Il Romanzo di Cipollino, 1951
  - 『チポリーノの冒険』杉浦明平訳、岩波書店、1956年・岩波少年文庫、1987年
- Il viaggio della Freccia Azzurra, 1954
  - 『青矢号のぼうけん』杉浦明平訳、岩波書店、1965年
  - 『青矢号―おもちゃの夜行列車』関口英子訳　岩波少年文庫、2010
- Gelsomino nel paese dei bugiardi, 1958
  - 『うそつき国のジェルソミーノ』安藤美紀夫訳、筑摩書房、1985年
- Gip nel televisore. Favola in orbita, 1962
  - 『ジップくん宇宙へとびだす』安藤美紀夫訳、偕成社、1967年・1986年
- Favole al telefono, 1962
  - 『電話で送ったお話』鹿島卯女編、鹿島研究所出版会、1967年
  - 『もしもし…はなしちゅう』安藤美紀夫訳、大日本図書（世界のどうわ）、1983年
  - 『パパの電話を待ちながら』内田洋子訳、講談社、2009年・講談社文庫、2014年
- Il pianeta degli alberi di Natale, 1962
  - 『パジャマをきた宇宙人』安藤美紀夫訳、講談社（こどもの世界文学）、1972年
- La torta in cielo, 1966
  - 『空にうかんだ大きなケーキ』安藤美紀夫訳、講談社、1971年
  - 『空にうかんだ大きなケーキ』吉冨文訳、汐文社、2006年
- Venti storie più una, 1969
  - 「ロダーリのゆかいなお話」安藤美紀夫訳、大日本図書
    - 『“重すぎる”さんと“軽すぎる”さん』1986年
    - 『鏡からとびだした歯医者さん』1986年
    - 『海をさんぽした超高層ビル』1987年
    - 『だれもがはいれる家』1987年
    - 『わらいじょうごのお姫さま』1988年
- Tante storie per giocare, 1971
  - 『物語あそび - 開かれた物語』窪田富男訳、筑摩書房、1981年
  - 『羊飼いの指輪　ファンタジーの練習帳』関口英子訳、光文社古典新訳文庫、2011年
- Grammatica della fantasia. Introduzione all'arte inventare storie, 1973
  - 『ファンタジーの文法』窪田富男訳、筑摩書房、1978年・ちくま文庫、1990年
- Novelle fatte a macchina, 1973
  - 『猫とともに去りぬ』関口英子訳、2006年、光文社古典新訳文庫
- C'era due volte il barone Lamberto ovvero I misteri dell'isola di San Giulio, 1978
  - 『二度生きたランベルト』白崎容子訳、平凡社、2001年
  - 『ランベルト男爵は二度生きる サン・ジュリオ島の奇想天外な物語』原田和夫訳. 一藝社, 2012.11
- Scuola di fantasia, 1992
  - 『幼児のためのお話のつくり方』窪田富男訳、作品社、2003年
- Storie di Marco e Mirko, 1994
  - 『マルコとミルコの悪魔なんかこわくない!』関口英子訳、くもん出版、2006年
- 『キンコンカンせんそう』ペフ 絵, アーサー・ビナード訳. 講談社, 2010.8
- 『兵士のハーモニカ ロダーリ童話集』関口英子訳. 岩波少年文庫, 2012.4
- 『ゼロくんのかち』エレナ・デル・ヴェント絵, 関口英子訳. 岩波書店, 2013.9
- 『緑の髪のパオリーノ』内田洋子訳. 講談社文庫, 2020.11
- 『クジオのさかな会計士』内田洋子訳. 講談社文庫, 2021.11